# محمود جبرئیل
محمود جبرئیل (به عربی: محمود جبريل) (زاده ۲۸ مهٔ ۱۹۵۲ در بنغازی – درگذشته ۵ آوریل ۲۰۲۰ در قاهره) سیاستمدار لیبیایی، نخست‌وزیر غیر رسمی لیبی (از ۲۳ مارس ۲۰۱۱)، رئیس سیاست خارجی، و ریاست هیئت اجرایی شورای ملی انتقالی لیبی بود.
محمود جبرئیل در ۵ آوریل ۲۰۲۰، بر اثر ابتلا به بیماری کروناویروس ۲۰۱۹ در سن ۶۷ سالگی درگذشت.

## تحصیلات دانشگاهی
وی به سال ۱۹۷۵ در رشتهٔ اقتصاد و علم سیاست از دانشگاه قاهره فارغ‌التحصیل شد و در سال ۱۹۸۰ دکترای خود را در رشتهٔ علم سیاست از دانشگاه پیتسبورگ آمریکا دریافت کرد.

## فعالیت‌های علمی و سیاسی
او چندین کتاب در مورد «برنامه‌ریزی استراتژیک» منتشر کرده و به آموزش بسیاری از سران کشورهای عربی پرداخته است. در سال ۲۰۰۷ به ریاست «هیئت ملی ترویج سیاست‌های آزادسازی و خصوصی‌سازی برای توسعهٔ اقتصادی» گمارده شد و در سال ۲۰۱۰ از این سمت کناره گرفت. وی از کنشگران پروژهٔ «چشم‌انداز لیبی» برای تأسیس دموکراسی در لیبی بود.